# Uroxys monstrosus
Uroxys monstrosus är en skalbaggsart som beskrevs av Vladimir Balthasar 1940. Uroxys monstrosus ingår i släktet Uroxys och familjen bladhorningar. Inga underarter finns listade i Catalogue of Life.